# Xu Yichen
Xu Yichen (chinesisch 许医尘, Pinyin Xǔ Yīchén; * 21. November 1986) ist ein chinesischer Snookerspieler aus Changsha. 2025 qualifizierte er sich für die Profitour.

## Karriere
Als Xu Yichen in den 1990er Jahren mit dem Snooker begann, stand der Sport erst am Anfang und es gab fast keine Profispieler in seinem Land. Nach der Schule arbeitete er als Chinesischlehrer und Journalist und nahm daneben an Amateurturnieren teil. Erst als Snooker später durch Ding Junhui im Land populär wurde, eröffnete er einen Billardclub und gab auch Trainingsstunden. 2016 gewann er in seiner Heimatstadt Changsha das Qualifikationsturnier für das nationale Snooker Masters der Amateure. Er setzte sich unter 32 Spielern aus dem ganzen Land durch und gewann den Titel. Als Sieger bekam er außerdem eine Wildcard für das Shanghai Masters, ein Turnier der Profitour. In der Vorrunde zum Hauptturnier trat er gegen Stephen Maguire an und verlor mit 0:5.
Außerhalb der Landesgrenze trat er nicht in Erscheinung, bis er sich 2025 im Alter von 38 Jahren entschloss, beim Q-School-Ableger in Thailand an der Qualifikation für die World Snooker Tour teilzunehmen. Im ersten Turnier gewann er gegen zwei internationale Amateure, in Turnier zwei schlug er mit Soheil Vahedi und Thanawat Thirapongpaiboon zwei Ex-Profis jeweils mit 4:3 und erreichte das Entscheidungsspiel. Gegen Babar Masih aus Pakistan setzte er sich ebenfalls mit 4:3 im Decider durch. Er gewann mit der abschließenden Schwarzen und 50:49 Punkten. Damit erhielt er die Teilnahmeberechtigung an der Profitour für die folgenden beiden Jahre.